# Militärflugplatz Villacoublay

i7
i11
i13
Die Base aérienne 107 Villacoublay (B.A. 107) ist ein Militärflugplatz der französischen Luftstreitkräfte (Armée de l’air). Die Basis liegt in der Region Île-de-France im Département Yvelines im Süden des Gemeindegebiets von Vélizy-Villacoublay, etwa 15 Kilometer südwestlich von Paris. Sie ist u. a. Heimatbasis der Escadron de transport, d’entraînement et de calibration (ETEC), der Flugbereitschaft der französischen Regierung. Die Landebahn wurde 2012/2013 saniert, um 146 Meter verlängert und auf den Betrieb von Airbus A400M vorbereitet. Der Flugbetrieb mit Flächenflugzeugen fand in dieser Zeit vom benachbarten Orly aus statt.

## Geschichte
Erste Ballon- und Luftschifffahrten fanden in Villacoublay bereits Ende des 19. Jahrhunderts statt. Die Geräte wurden ab 1879 im Hangar Y des Établissement Central de l’Aérostation Militaire untergebracht und gewartet. Mit dem im Hangar Y gebauten Luftschiff La France gelang am 9. August 1884 der erste vollends gesteuerte Flug eines Luftschiffes, bei dem mit eigener Kraft zum Aufstiegsort zurückgekehrt wurde.
In der Zeit vor dem Ersten Weltkrieg machten sich einige der bekanntesten französischen Flugpioniere wie Breguet, Morane-Saulnier oder Dassault um die Fliegerei in Villacoublay verdient. Während des Krieges kam es zur ersten militärischen Nutzung bei der Verteidigung von Paris. Nach dem Krieg wurde das Aérodrome Schauplatz von Luftsport-Veranstaltungen aller Art. Die militärische Nutzung dauerte an, der Platz diente der Schulung und Erprobung. Die „Base aérienne 107 – Sous-lieutenant Dorme“ wurde schließlich 1936 im Zuge der Aufrüstung im Vorfeld des Zweiten Weltkrieges für die französischen Luftstreitkräfte aufgestellt.
Während des Krieges nutzte die Luftwaffe der Wehrmacht nach dem Ende des Westfeldzuges den Platz ab Juni 1940. Während der folgenden zwölf Monate, in der insbesondere die Luftschlacht um England stattfand, diente Villacoublay als Bomberstützpunkt von Heinkel He 111P/H des Kampfgeschwaders 55 (KG 55), im Juni/Juli zunächst auch noch einige Wochen solchen des Kampfgeschwaders 27 (KG 27). Zwischen November 1940 und Mai 1941 nutzten den Platz ebenfalls Junkers Ju 88 der Aufklärungsgruppe 14 (AFG 14). Nach dem deutschen Überfall auf die Sowjetunion im Juni 1941 diente Villacoublay bis Februar 1943 der mit Messerschmitt Bf 109 ausgerüsteten Jagdfliegerschule 5 (JFS 5). Aufgrund der Verstärkung der alliierten Bomberoffensive gegen das Reich wurde die Basis jedoch wieder Stützpunkt von Kampfverbänden. Villacoublay wurde Heimathorst von Tagjägern zur Abwehr einfliegender Bomberverbände der Eighth Air Force der United States Army Air Forces (USAAF), bis August 1943 Bf-109 des Jagdgeschwaders 105 (JG 105) und nach einer einjährigen Unterbrechung kam es als unmittelbare Folge der alliierten Invasion in der Normandie ab Juni 1944 zu einer Nutzung durch Focke-Wulf Fw 190 des Jagdgeschwaders 54 (JG 54). Bis zur Eroberung des Flugplatzes durch die Westalliierten Ende August wurde der Platz regelmäßig durch leichte (Jagd-)Bomber der Ninth Air Force der USAAF – meist synchronisiert mit Angriffen der Schweren Bomber der 8. US-Luftflotte – attackiert.
Wenige Tage später wurde Airfield A.42, so der alliierte Codename, für einige Wochen Basis von P-47 Thunderbolt der 48th Fighter Group der 9th Air Force. Mit dem alliierten Vormarsch Richtung Deutschland folgte sie der Front und infolgedessen wurde Villacoublay logistische Basis und als solche Stützpunkt einer Vielzahl wechselnder C-47 Skytrain Lufttransportstaffeln. Ende August 1946 wurde die Einrichtung an Frankreich zurückgegeben. Die Armée de l’air nutzt Villacoublay seit diesem Zeitpunkt in ihrer heutigen Funktion.

## Heutige Nutzung
Die Basis beherbergt zurzeit (2012) zwei fliegende Staffeln:
- ETEC 0/65 „Gaël“, Transportgruppe mit Airbus A330-200 (stationiert in Évreux, B.A.105), Falcon 7X, Falcon 900, Falcon 50, TBM 700 und AS332 Super Puma (erstmals 1921 hier stationiert)
- EH 3/67 „Parisis“, Helikoptergruppe mit AS555 Fennec (seit 1964)

Hinzu kommen weitere nichtfliegende Verbände.

## Zwischenfälle
- Am 20. Juli 1948 verunglückte der Prototyp des schweren Transportflugzeugs SNCAC NC.211 Cormoran auf seinem Jungfernflug etwa 20 Minuten nach dem Start. Er sollte vom Flugplatz Toussus-le-Noble, wo er gebaut worden war, für die Flugerprobung zum Militärflugplatz Villacoublay überführt werden. Im Anflug stürzte er aus einer Höhe von 250 Metern etwa einen Kilometer östlich des Zielflugplatzes Villacoublay in einen Wald, als die Landeklappen auf die Stellung 40° ausgefahren wurden. Die Maschine fing Feuer und brannte aus. Alle fünf Besatzungsmitglieder kamen ums Leben.[1][2]

- Am 25. Dezember 1999 wurde eine Nord 262D-51 Frégate der Französischen Luftstreitkräfte (FrAF 78/F-RBAF), die auf dem Militärflugplatz Villacoublay geparkt war, durch einen Sturm irreparabel beschädigt. Personen kamen nicht zu Schaden.[3]